# Reial Acadèmia Catalana de Belles Arts de Sant Jordi
La Reial Acadèmia Catalana de Belles Arts de Sant Jordi és una institució cultural, sense ànim de lucre, radicada a la Llotja de Mar de Barcelona des de 1850.
Les seves actuals funcions són, fonamentalment, practicar i potenciar la investigació de les belles arts a Catalunya; col·laborar en el compliment de la legislació vigent en matèria d'apreciació, defensa, conservació i restauració de monuments, conjunts artístics i béns d'interès cultural; contribuir a l'estudi i divulgació de les belles arts; mantenir relacions de tipus consultiu amb els organismes de l'administració pública i altres institucions; conservar, estudiar, ampliar, difondre i posar a disposició dels estudiosos el seu ric patrimoni artístic, bibliogràfic i arxivístic.

## Història
Té el seu origen en un Reial Decret d'Isabel II de 31 d'octubre de 1849 pel qual es van crear les "Academias Provinciales de Bellas Artes" com a òrgans consultius de l'Estat, resposta oficial tardana a la inquietud dels artistes catalans per disposar d'una acadèmia pròpia, manifestada des del segle xviii, fins aleshores desatesa i només en part suplerta des de l'Escola de Belles Arts existent des de 1775. Aquelles acadèmies provincials tenien la funció de vetllar pel patrimoni, fomentar l'estudi de les belles arts i, fonamentalment, dirigir l'ensenyament artístic existent en les diferents províncies.

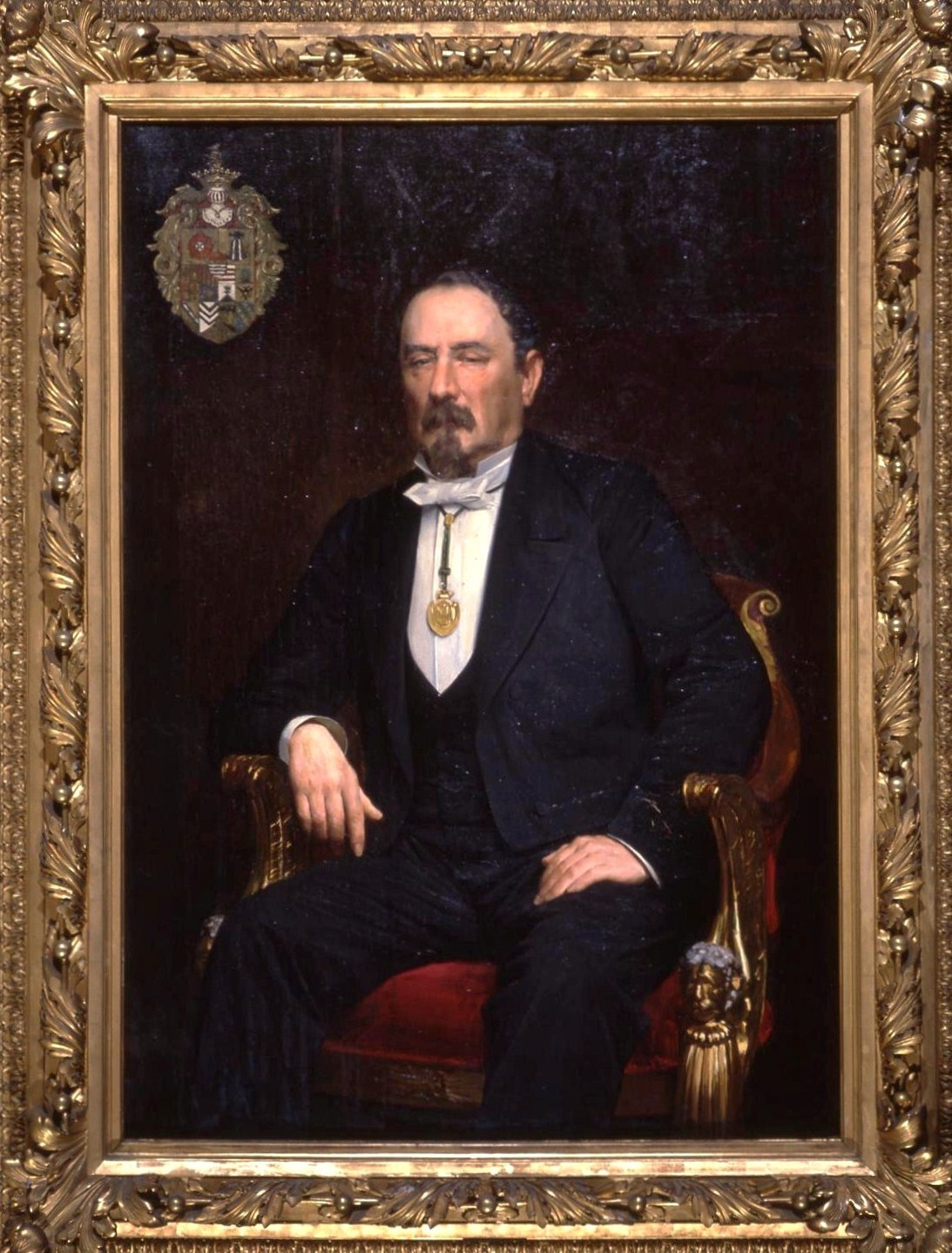
Antoni Caba, Retrat de Joaquim Desvalls i de Sarriera, marquès d'Alfarràs (1803-1883), primer president de l'Acadèmia (1850-1877). Reial Acadèmia Catalana de Belles Arts de Sant Jordi.

 L'Acadèmia Provincial de Belles Arts de Barcelona va passar a ser la responsable de la direcció de l'Escola de Belles Arts creada per la Junta de Comerç l'any 1775 (amb el nom inicial d'Escola Gratuïta de Disseny). La seva seu es va establir conjuntament amb l'Escola a la planta alta de l'històric edifici de la Llotja de Mar de Barcelona. El 1867 van organitzar la primera gran Exposició Retrospectiva.
Al cap de cinquanta anys, després d'un breu període d'interregisme entre l'Acadèmia i la Universitat, l'any 1900 l'Escola es va desvincular de l'Acadèmia, però van seguir convivint a la mateixa seu.
L'any 1928 l'acadèmia passà a denominar-se Real Academia de Bellas Artes de San Jorge i, posteriorment, el 1929, Real Academia Catalana de Bellas Artes de San Jorge, en deixar el seu caràcter "provincial" i esdevenir una institució d'àmbit català. L'any 1989 va prendre el seu nom actual de Reial Acadèmia Catalana de Belles Arts de Sant Jordi, i encara avui manté la seu a l'edifici de la Llotja.
L'Escola Superior de Belles Arts (l'actual Facultat de Belles Arts de la Universitat de Barcelona) va marxar de l'edifici el 1940, i l'Escola d'Arts Aplicades i Oficis Artístics (actualment Escola Superior de Disseny i d'Art Llotja) ho va fer pràcticament trenta anys després.

## Museu i fons documentals

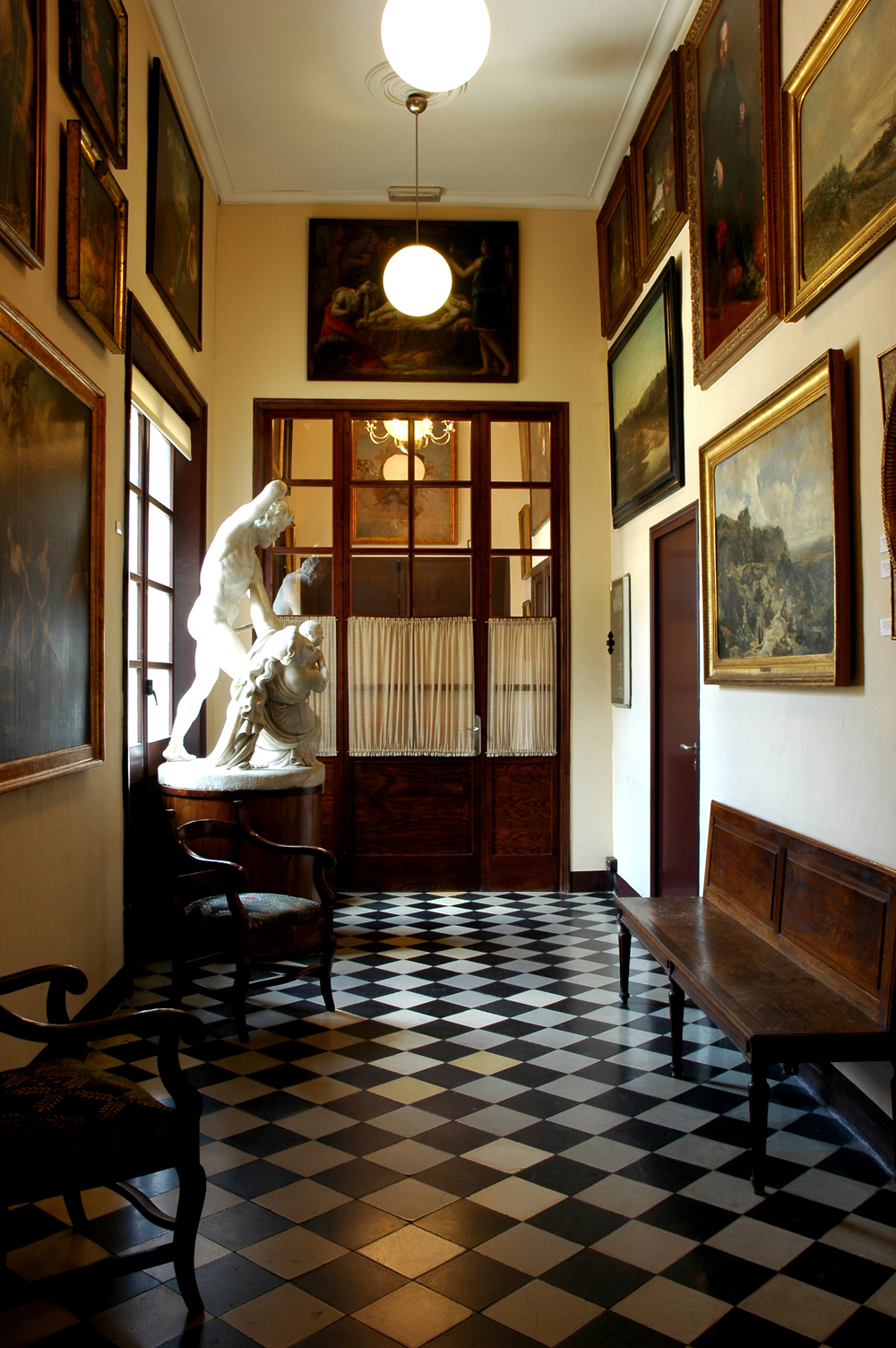
Una de les sales de l'Acadèmia

A part de les tasques docents que s'hi feien, des de la seva formació (1775) l'Escola intervingué activament en la vida cultural del país, especialment, en època napoleònica, quan obrí al públic la seva col·lecció artística, enriquida amb incorporacions recents, esdevenint així el primer museu d'art de Catalunya. Amb motiu de la crema de convents del 1835 l'Escola salvà moltes pintures i les incorporà al seu museu, i posteriorment aquest s'enriquí amb nombroses donacions i també compres. A partir de 1850, data de la seva creació, fou l'"Academia Provincial de Bellas Artes de Barcelona" qui s'encarregaria tant de l'Escola com de la col·lecció artística i documental, continuant la tasca museística iniciada 75 anys abans. En l'actualitat la institució (Reial Acadèmia Catalana de Belles Arts de Sant Jordi), deslligada ja de l'ensenyament, té com una de les seves principals funcions la conservació i difusió del seu fons artístic, que compte amb més de set-centes pintures, i nombroses escultures, dibuixos i gravats. Diverses de les seves peces més destacades són en dipòsit al MNAC i a altres museus o institucions, bé que el gruix de la col·lecció és a la seu de l'Acadèmia, a l'edifici de la Llotja de Mar de Barcelona.
Entre els artistes representats al Museu hi ha pintors com Annibale Carracci, Orazio De Ferrari, Francisco Pacheco, Joan Ribalta, Pierre Mignard, Placido Costanzi, Antoni Viladomat, Francisco Preciado de la Vega, Mariano Salvador Maella, Salvador Molet, Pere Pau Montaña, Vicente López, Francesc Rodríguez Pusat, Joseph Flaugier, Francesc Lacoma i Sans, Francesc Lacoma i Fontanet, Ramon Planella, Salvador Mayol, Vicent Rodes, Josep Arrau, Pelegrí Clavé, Federico de Madrazo, Antonio Maria Esquivel, Claudi Lorenzale, Josep Mirabent, Joaquim Espalter, Marià Fortuny, Lluís Rigalt, Ramon Martí Alsina, Benet Mercadé, Vicenç Genovart i Alsina, Francesc Miralles, Antoni Caba, Simó Gómez, Auguste Hénault, Fèlix Mestres, Rafael Durancamps, Montserrat Gudiol i Corominas, Juan Franch o Modest Cuixart; escultors com Damià Campeny, Antoni Solà, Manuel Vilar, Frederic Marès, Josep Maria Subirachs o Domènec Fita. Hi ha també àmplies col·leccions de dibuixos de Pau Milà i Fontanals i de Lluís Rigalt, o de projectes arquitectònics de Josep Oriol Mestres.
Té una important biblioteca i el seu arxiu reuneix diversos fons documentals: el de l'Acadèmia (de 1850 fins a l'actualitat), el de l'Escola de Belles Arts (1775/1850-1921), el de la Comissió Provincial de Monuments (1844-1883), i el de la Comissió Valoradora d'Objectes d'Art a Exportar (1922-1936). També disposa d'un arxiu fotogràfic.
Ha realitzat diverses publicacions, especialment catàlegs i estudis sobre els seus fons, així com els discursos dels acadèmics i un butlletí que actua com a publicació periòdica erudita.

## Acadèmics
La Reial Acadèmia compta amb acadèmics de número, d'honor, corresponents i supernumeraris. Els de número ingressen en una de les seccions de les quals es compon -arquitectura, escultura, pintura, arts sumptuàries i visuals i música-, poden ser investigadors o artistes, i són els que tenen veu i vot. Els supernumeraris són els que per edat o impossibilitat no poden participar en les tasques de la institució i els corresponents els que representen l'Acadèmia en poblacions allunyades de la seva seu.
La secció de Música ampara l'Institut de Musicologia Josep Ricart i Matas, vinculat a la Universitat Autònoma de Barcelona, que té biblioteca pròpia i fa publicacions a part de les comuns de l'Acadèmia.
Entre els acadèmics numeraris històrics hi ha noms molt representatius com Damià Campeny, Lluís Rigalt, Claudi Lorenzale, Pau i Manuel Milà i Fontanals, Elies Rogent, Ramon Martí Alsina, Josep Oriol Mestres, Josep Lluís Pellicer, Josep Torras i Bages, Antoni Rubió i Lluch, Eusebi Güell i Bacigalupi, Lluís Domènech i Montaner, Modest Urgell, Bonaventura Bassegoda i Amigó, Raimon Casellas, Enric Sagnier, Joan i Josep Llimona, Lluís Masriera, Apel·les Mestres, Dionís Baixeras, Lluís Plandiura, Eusebi Arnau, Josep Puig i Cadafalch, Manolo Hugué, Joaquim Mir, Xavier Nogués, Joaquim Sunyer, Feliu Elias, Enric Casanovas, Josep Clarà, Joan Antoni Güell i López, Joan Rebull, Josep i Frederic Mompou, Frederic Marès, Eduard Toldrà, Joaquim Renart, Joaquim Folch i Torres, Agustí Duran i Sanpere, Joan Subias i Galter, Joan Ainaud de Lasarte, Llucià Navarro i Rodón, Rafael Benet, Joan-Antoni Maragall i Noble, Josep Gudiol Ricart, José Antonio Coderch, Pere Pruna, Josep Roca-Sastre, Xavier Busquets, Enric Jardí i Casany, Xavier Montsalvatge, Eduard Ripoll i Perelló, Rafael Santos Torroella, Joaquim Homs o Joan-Josep Tharrats.
Entre els acadèmics numeraris actuals trobem a: Antoni Pladevall i Font, Josep Pons i Viladomat. També n'han format part els membres del grup artístic La cantonada, el pintor i mestre vitraller Joan Vila-Grau, el joier Aureli Bisbe, el ceramista Jordi Aguadé i l'arquitecte Jordi Bonet i Armengol, qui va presidir l'Acadèmia del 1998 al 2011.

## Publicacions de l'Acadèmia (Selecció)
- Catàleg de Publicacions Arxivat 2012-06-20 a Wayback Machine.
- Butlletí de la Reial Acadèmia Catalana de Belles Arts de Sant Jordi, vols I-XXVII.
- Juan Bassegoda (Joan Bassegoda i Nonell), La Exposición la colección Fortuny de la Real Academia de Bellas Artes de San Jorge, Real Academia de Bellas Artes de San Jorge (Reial Acadèmia Catalana de Belles Arts de San Jordi), Barcelona, 1975. Arxivat 2012-06-21 a Wayback Machine.
- Victoria Durá, Catàleg del Museu de la Reial Acadèmia Catalana de Belles Arts de Sant Jordi (III-Dibuixos de Lluís Rigalt), Reial Acadèmia Catalana de Belles Arts de Sant Jordi, Barcelona, 2002. Arxivat 2012-06-21 a Wayback Machine.
- Francesc Fontbona i Victoria Durá, Catàleg del Museu de la Reial Acadèmia Catalana de Belles Arts de Sant Jordi (I-Pintura), Reial Acadèmia Catalana de Belles Arts de Sant Jordi, Barcelona, 1999. Arxivat 2012-06-21 a Wayback Machine.
- Salvador Moreno, La Escultura en la Casa Lonja de Barcelona. Neoclasicismo y Romanticismo académico, Real Academia de Bellas Artes de San Jorge (Reial Acadèmia Catalana de Belles Arts de San Jordi), Barcelona, 1983. Arxivat 2012-06-21 a Wayback Machine.
- Antoni Ollé Pinell, Dibujos de Luis Rigalt, 1814-1894. Catálogo de los que posee la Academia, Real Academia de Bellas Artes de San Jorge (Reial Acadèmia Catalana de Belles Arts de San Jordi), Barcelona, 1956. Arxivat 2012-06-21 a Wayback Machine.
- Pilar Vélez, Catàleg del Museu de la Llotja. Reial Acadèmia Catalana de Belles Arts de Sant Jordi (II-Escultura i Medalles), Reial Acadèmia Catalana de Belles Arts de Sant Jordi, Barcelona, 2001. Arxivat 2012-06-21 a Wayback Machine.
- Pilar Vélez (Coord.), Dos segles de disseny a Catalunya (1775-1975), Reial Acadèmia Catalana de Belles Arts de Sant Jordi, Barcelona, 2004. Arxivat 2012-06-21 a Wayback Machine.